# Copa Intertoto 1975
La Copa Intertoto 1975 es la 15.ª edición de este torneo de fútbol a nivel de clubes de Europa. Participaron 40 equipos de asociaciones miembros de la UEFA.
No se declaró un campeón definido, ya que los ganadores de cada grupo ganaron la copa, pero se considera como campeón al VÖEST Linz de Austria por ser el equipo que tuvo la mejor participación en el torneo.

## Fase de grupos
Los 40 equipos fueron divididos en 10 grupos de 4 equipos, en donde el ganador de cada grupo ganaba la copa y el premio monetario del torneo.

### Grupo 1
| Club             | G | E | P | GF | GC | Pts. |
| ---------------- | - | - | - | -- | -- | ---- |
| Wacker Innsbruck | 3 | 3 | 0 | 12 | 3  | 9    |
| Standard Liège   | 3 | 2 | 1 | 9  | 5  | 8    |
| Malmö FF         | 3 | 1 | 2 | 8  | 5  | 7    |
| Sparta Rotterdam | 0 | 0 | 6 | 1  | 17 | 0    |

|     | INN | STA | MAL | SPA |
| --- | --- | --- | --- | --- |
| INN |     | 1-1 | 1-0 | 6-0 |
| STA | 1-1 |     | 4-1 | 2-0 |
| MAL | 0-0 | 2-0 |     | 2-0 |
| SPA | 1-3 | 0-1 | 0-3 |     |

### Grupo 2
| Club             | G | E | P | GF | GC | Pts. |
| ---------------- | - | - | - | -- | -- | ---- |
| VÖEST Linz       | 6 | 0 | 0 | 18 | 6  | 12   |
| Inter Bratislava | 4 | 0 | 2 | 13 | 6  | 8    |
| B 1903           | 1 | 0 | 5 | 8  | 13 | 2    |
| Winterthur       | 1 | 0 | 5 | 4  | 18 | 2    |

|      | LIN | INT | 1903 | WIN |
| ---- | --- | --- | ---- | --- |
| LIN  |     | 2-1 | 3-0  | 4-2 |
| INT  | 0-2 |     | 2-0  | 4-0 |
| 1903 | 3-4 | 1-3 |      | 4-0 |
| WIN  | 0-3 | 1-3 | 1-0  |     |

### Grupo 3
| Club                   | G | E | P | GF | GC | Pts. |
| ---------------------- | - | - | - | -- | -- | ---- |
| Eintracht Braunschweig | 4 | 0 | 2 | 13 | 5  | 8    |
| Vojvodina              | 3 | 1 | 2 | 14 | 8  | 7    |
| Zürich                 | 2 | 2 | 2 | 6  | 8  | 6    |
| Vejle                  | 1 | 1 | 4 | 6  | 18 | 3    |

|     | BRA | VOJ | ZUR | VEJ |
| --- | --- | --- | --- | --- |
| BRA |     | 2-1 | 2-0 | 3-0 |
| VOJ | 3-1 |     | 4-1 | 4-1 |
| ZUR | 1-0 | 0-0 |     | 2-2 |
| VEJ | 0-5 | 3-2 | 0-2 |     |

### Grupo 4
| Club               | G | E | P | GF | GC | Pts. |
| ------------------ | - | - | - | -- | -- | ---- |
| Zagłębie Sosnowiec | 4 | 2 | 0 | 12 | 2  | 10   |
| Sturm Graz         | 3 | 1 | 2 | 8  | 9  | 7    |
| Telstar            | 2 | 1 | 3 | 5  | 8  | 5    |
| Holbæk             | 1 | 0 | 5 | 7  | 13 | 2    |

|     | ZAG | STU | TEL | HOL |
| --- | --- | --- | --- | --- |
| ZAG |     | 6-0 | 1-0 | 2-1 |
| STU | 1-1 |     | 2-0 | 2:0 |
| TEL | 0-0 | 1-0 |     | 3-1 |
| HOL | 0-2 | 1-3 | 4-1 |     |

### Grupo 5
| Club                   | G | E | P | GF | GC | Pts. |
| ---------------------- | - | - | - | -- | -- | ---- |
| Zbrojovka Brno         | 5 | 0 | 1 | 15 | 6  | 10   |
| Polonia Bytom          | 3 | 1 | 2 | 13 | 6  | 7    |
| Tennis Borussia Berlin | 2 | 1 | 3 | 8  | 16 | 5    |
| AIK                    | 1 | 0 | 5 | 7  | 15 | 2    |

|     | ZBR | POL | TBB | AIK |
| --- | --- | --- | --- | --- |
| ZBR |     | 2-1 | 5-0 | 2-0 |
| POL | 1-2 |     | 3-0 | 5-1 |
| TBB | 3-2 | 1-1 |     | 1-3 |
| AIK | 1-2 | 0-2 | 2-3 |     |

### Grupo 6
| Club        | G | E | P | GF | GC | Pts. |
| ----------- | - | - | - | -- | -- | ---- |
| Rybnik      | 4 | 2 | 0 | 8  | 3  | 10   |
| Grasshopper | 3 | 0 | 3 | 13 | 12 | 6    |
| AZ          | 2 | 2 | 2 | 8  | 8  | 6    |
| Öster       | 1 | 0 | 5 | 7  | 13 | 2    |

|     | ROW | GRA | ALK | ÖST |
| --- | --- | --- | --- | --- |
| ROW |     | 1-0 | 2-2 | 2-1 |
| GRA | 0-2 |     | 3-2 | 4-2 |
| ALK | 0-0 | 3-1 |     | 1-0 |
| ÖST | 0-1 | 2-5 | 2-0 |     |

### Grupo 7
| Club          | G | E | P | GF | GC | Pts. |
| ------------- | - | - | - | -- | -- | ---- |
| Åtvidaberg    | 3 | 1 | 2 | 8  | 4  | 7    |
| Duisburg      | 3 | 1 | 2 | 6  | 5  | 7    |
| Śląsk Wrocław | 2 | 1 | 3 | 7  | 7  | 5    |
| Admira Vienna | 2 | 1 | 3 | 6  | 11 | 5    |

|     | ÅTV | DUI | ŚLA | AWM |
| --- | --- | --- | --- | --- |
| ÅTV |     | 1-0 | 3-1 | 3-0 |
| DUI | 1-0 |     | 2-1 | 2-1 |
| ŚLA | 1-0 | 0-0 |     | 3-0 |
| AWM | 1-1 | 2-1 | 2-1 |     |

### Grupo 8
| Club             | G | E | P | GF | GC | Pts. |
| ---------------- | - | - | - | -- | -- | ---- |
| Kaiserslautern   | 5 | 0 | 1 | 19 | 6  | 10   |
| Bohemians Prague | 5 | 0 | 1 | 9  | 6  | 10   |
| Young Boys       | 1 | 0 | 5 | 9  | 15 | 2    |
| GAIS             | 1 | 0 | 5 | 6  | 16 | 2    |

|     | KAI | BOH | YOU | GAI |
| --- | --- | --- | --- | --- |
| KAI |     | 2-0 | 4-2 | 6-0 |
| BOH | 2-1 |     | 2-1 | 1-0 |
| YOU | 1-3 | 1-2 |     | 3-4 |
| GAI | 1-3 | 1-2 | 0-1 |     |

### Grupo 9
| Club           | G | E | P | GF | GC | Pts. |
| -------------- | - | - | - | -- | -- | ---- |
| Belenenses     | 4 | 2 | 0 | 8  | 4  | 10   |
| Spartak Trnava | 3 | 2 | 1 | 17 | 7  | 8    |
| Amsterdam      | 2 | 1 | 3 | 7  | 9  | 5    |
| KB             | 0 | 1 | 5 | 7  | 19 | 1    |

|     | BEL | SPA | AMS | KBK |
| --- | --- | --- | --- | --- |
| BEL |     | 2-1 | 1-0 | 1-1 |
| SPA | 2-2 |     | 2-0 | 6-1 |
| AMS | 0-1 | 1-1 |     | 5-4 |
| KBK | 0-1 | 1-5 | 0-1 |     |

### Grupo 10
| Club            | G | E | P | GF | GC | Pts. |
| --------------- | - | - | - | -- | -- | ---- |
| Čelik Zenica    | 4 | 2 | 0 | 10 | 5  | 10   |
| Vitória Setúbal | 2 | 2 | 2 | 6  | 6  | 6    |
| Baník Ostrava   | 2 | 1 | 3 | 8  | 9  | 5    |
| Elfsborg        | 1 | 1 | 4 | 6  | 10 | 3    |

|     | ČEL | VIT | BAN | ELF |
| --- | --- | --- | --- | --- |
| ČEL |     | 1-1 | 2-1 | 2-0 |
| VIT | 1-2 |     | 2-1 | 1-0 |
| BAN | 1-1 | 1-0 |     | 3-1 |
| ELF | 1-2 | 1-1 | 3-1 |     |